# Casper Carning
Casper David Carning, född 7 mars 1991 i Älvsborgs församling i Göteborg, är en svensk ishockeyspelare i Bäcken HC.
Carning är en målfarlig och talangfull högerforward som fick sina första rubriker i samband med TV-pucken 2006. Samma år debuterade han även i J18 Allsvenskan för Frölunda. Säsongen 2006/07, i en ålder av 15 år, var han en av Frölundas främsta juniorprofiler då laget kom tvåa i J18 Allsvenskan. Carning ledde också Göteborg till seger i TV-pucken med 14 poäng på 8 matcher. Han debuterade även i U16-landslaget där han gjorde 6 mål på 8 matcher.

## Klubbar
- Kungälvs IK
- Borås HC
- Frölunda Indians
- Bäcken HC

## Meriter
- Deltagande i TV-pucken med Göteborg 2005, 2006, 2007
- Seger i TV-pucken 2006
- Tvåa i J18 Allsvenskan 2007